# Bundesverband Mineralische Rohstoffe
Der Bundesverband Mineralische Rohstoffe e. V. (MIRO) ist die Interessensvertretung der deutschen Gesteinsindustrie mit Sitz in Duisburg und Berlin. Er vertritt auf Bundes- und Europaebene die Interessen der Naturstein-, Kies-, Sand- und Quarzsandindustrie. Der Verband vertritt rund 1600 Unternehmen, die ca. 2700 Werke betreiben.
Der heutige Bundesverband ging aus dem Zusammenschluss des Bundesverband Natursteinindustrie (BVNI) mit Sitz in Köln und dem Bundesverband der Deutschen Kies- und Sandindustrie (BKS) mit Sitz in Duisburg hervor. Die Verbände fusionierten 2011 zum Bundesverband Mineralische Rohstoffe. Er ist der heute bundesweit einzige Vertreter für die Interessen der gesamten deutschen Gesteinsindustrie.
Präsident des Verbandes ist Gerd Hagenguth (zugleich Geschäftsführer der RMKS Rhein Main Kies und Splitt, Duisburg).
Neben Forschung in zahlreichen Fachgruppen auf dem Gebiet der Gesteinsindustrie, setzt sich MIRO politisch für die Interessen seiner Branche ein und ist förderndes Mitglied im Aktionsbündnis Forum Natur.